# Korb (Unnau)

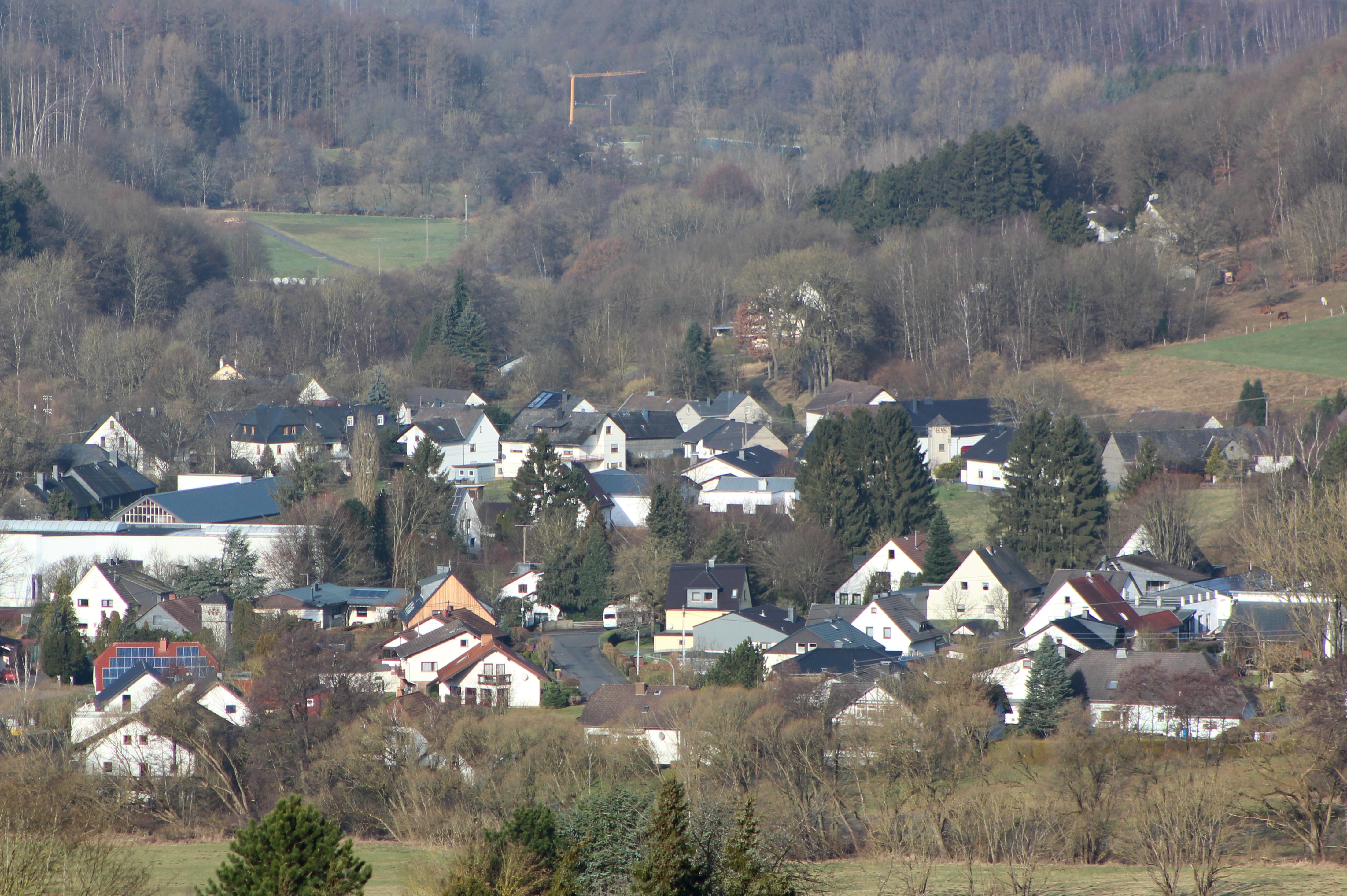
Ansicht von Korb

Korb ist ein Ortsteil der rheinland-pfälzischen Gemeinde Unnau im Westerwaldkreis. Sie gehört mit Unnau zur Verbandsgemeinde Bad Marienberg.

## Geographische Lage
Korb liegt etwa 1,5 km nordwestlich des Hauptortes Unnau und etwa 5 km östlich von Hachenburg bei etwa 290 m. Der Ort liegt unmittelbar rechtsseitig der Nister. Der Wäschbach (auch Wäschebach) durchfließt den Ort und mündet wenige Meter westlich von Korb in die Nister. Der Unnauer Ortsteil Stangenrod liegt etwa 1 km östlich von Korb. Etwa 1 km südlich von Korb liegt das Naturschutzgebiet Nisteraue.

## Geschichte
Erstmals erwähnt wird Korb 1262 als zuw dem Korffe. Bis 1818 war der Wäschbach die Grenze zwischen Sayn-Hachenburg, der Herrschaft Beilstein und dem Kirchspiel Marienberg. Mit dem Nachbarort Stangenrod hatte der Ort bis 1824 eine gemeinsame Schule. 1969 wurde Korb ein Ortsteil von Unnau. Zu diesem Zeitpunkt hatte der Ort 282 Einwohner. Im Wappen von Unnau ist Korb oben links mit goldenem Grund ein blaues Mühlrad und ein blauer Amboß zur Erinnerung an die wassergetriebenen Hammerwerke erwähnt.

## Sehenswürdigkeiten und Bauwerke

### Bauwerke

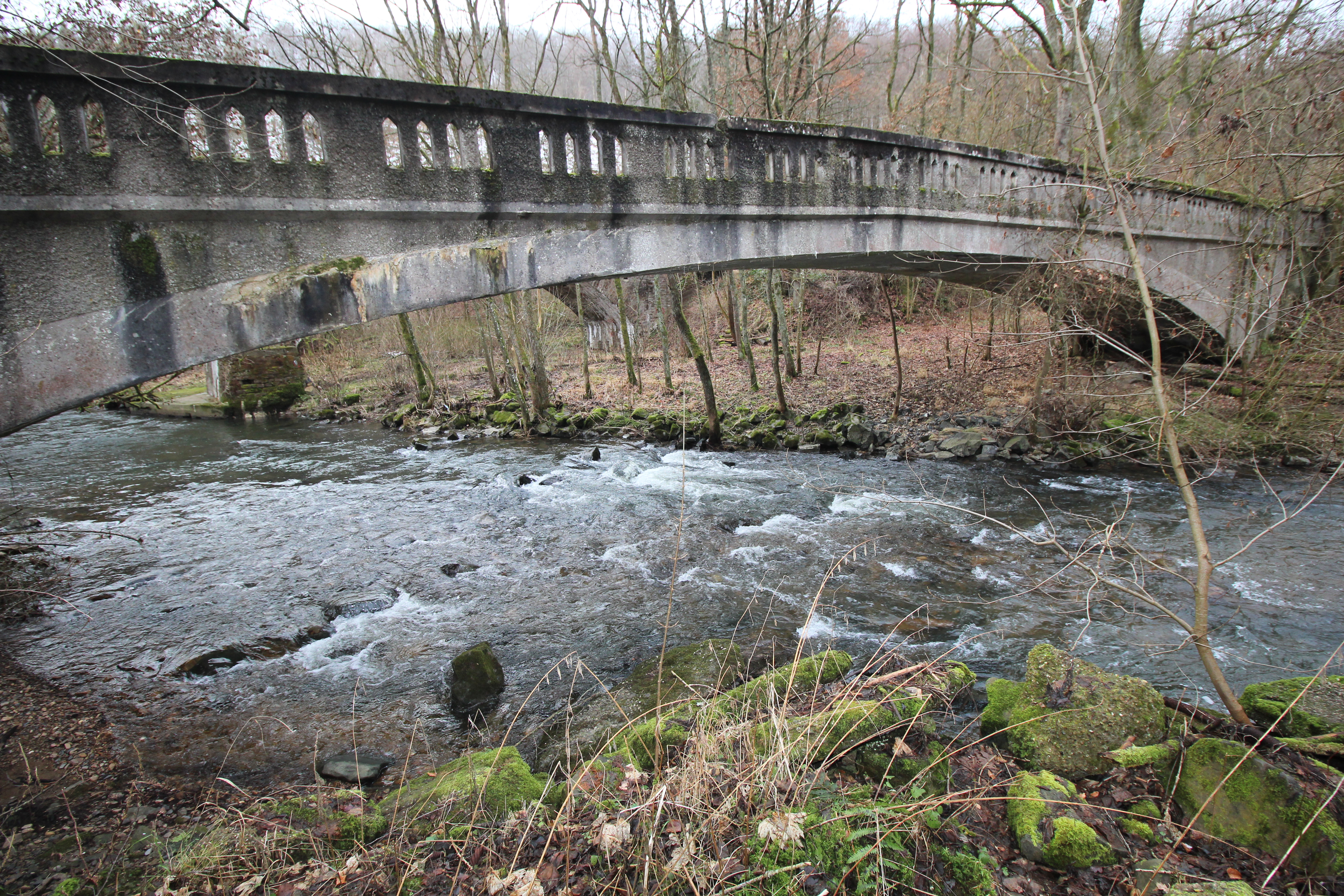
Die Nisterbrücke in Korb

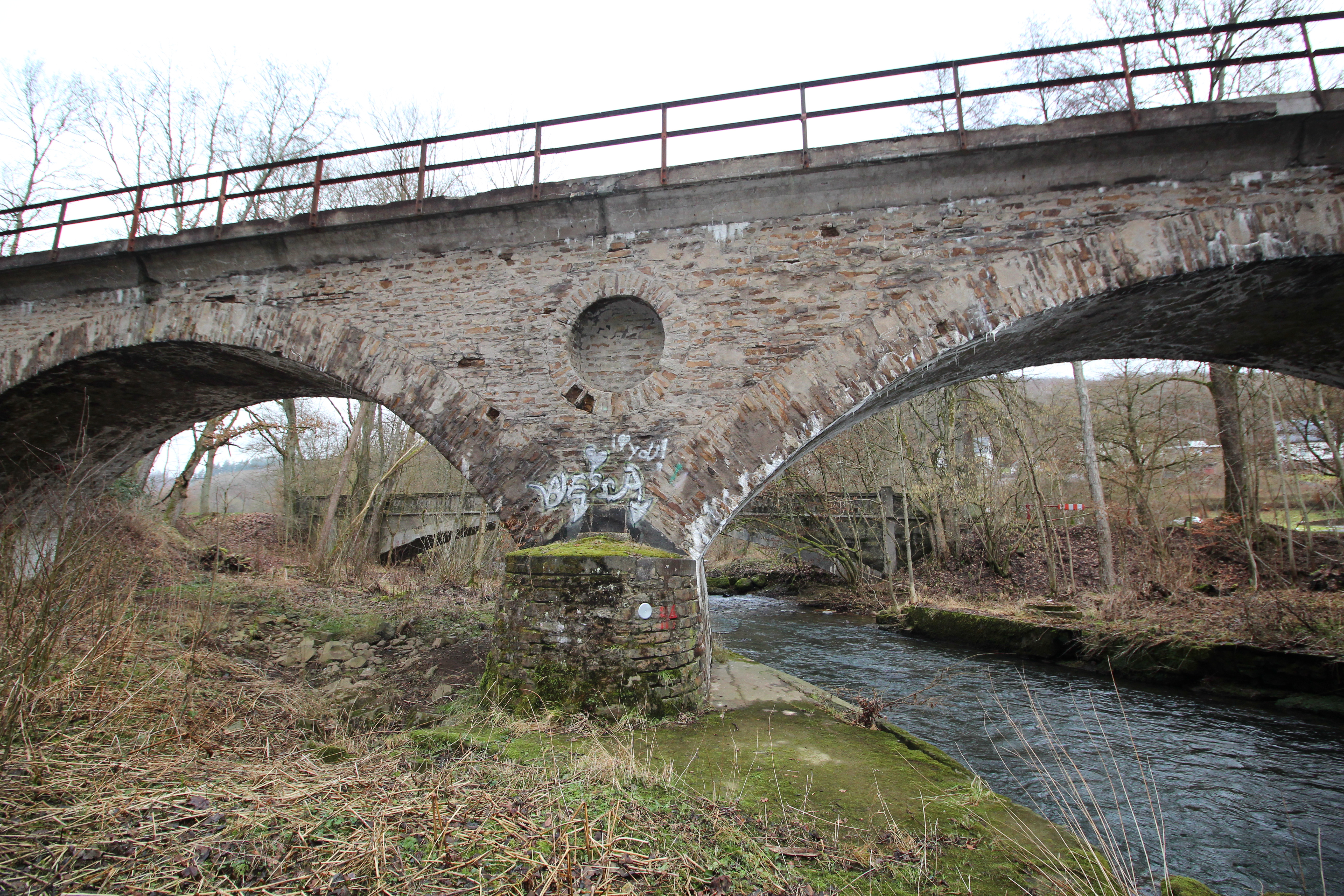
Das Nisterviadukt in Korb

- Nisterbrücke, Straßenbrücke über die Nister am westlichen Ortsende.
- Nisterviadukt, Eisenbahnbrücke über die Nister, um 1886 entstanden, kurz südlich der Nisterbrücke.

#### Kulturdenkmäler
In Korb gibt es eine Denkmalzone und vier Kulturdenkmäler.

##### Denkmalzone
- Denkmalzone Hachenburger Straße, Gruppe von Quereinhäusern des 19. Jahrhunderts, bis auf Nr. 16 giebelständig, Fachwerk, zum Teil verkleidet.[5]

##### Einzeldenkmäler
- Einzeldenkmal Hachenburger Straße 13, langgestrecktes Fachwerk-Quereinhaus, verkleidet, wohl aus der Mitte des 19. Jahrhunderts.[5]
- Einzeldenkmal Wiesenweg 2, langgestrecktes Fachwerk-Quereinhaus, verkleidet, wohl aus dem 18. Jahrhundert.[5]
- Einzeldenkmal Wiesenweg 3, ehemalige Schule; eingeschossiger verschieferter Fachwerkbau, 1878.[5]

###### Bahnhof Unnau-Korb
Der Bahnhof liegt an der Bahnstrecke Limburg–Altenkirchen, auch Oberwesterwaldbahn genannt. Der aus Basaltsteinen gebaute Bahnhof entstand 1886 mit einem Güterschuppen aus Fachwerk. Das denkmalgeschützte Empfangsgebäude ist seit den 1990er-Jahren ungenutzt und heute in Privatbesitz, der ehemalige Bahnhof wird seit 2011 als Haltepunkt geführt. Die Namensgebung  des Bahnhofs führte damals zu Kontroversen, da der Bahnhof unmittelbar bei der damaligen Gemeinde Korb lag, aber zum Gemeindegebiet von Unnau gehörte. So änderte sich der Name des Bahnhofs mehrmals von Korb zu Unnau und umgekehrt, bis ein Kompromiss zu dem Namen Unnau-Korb führte.

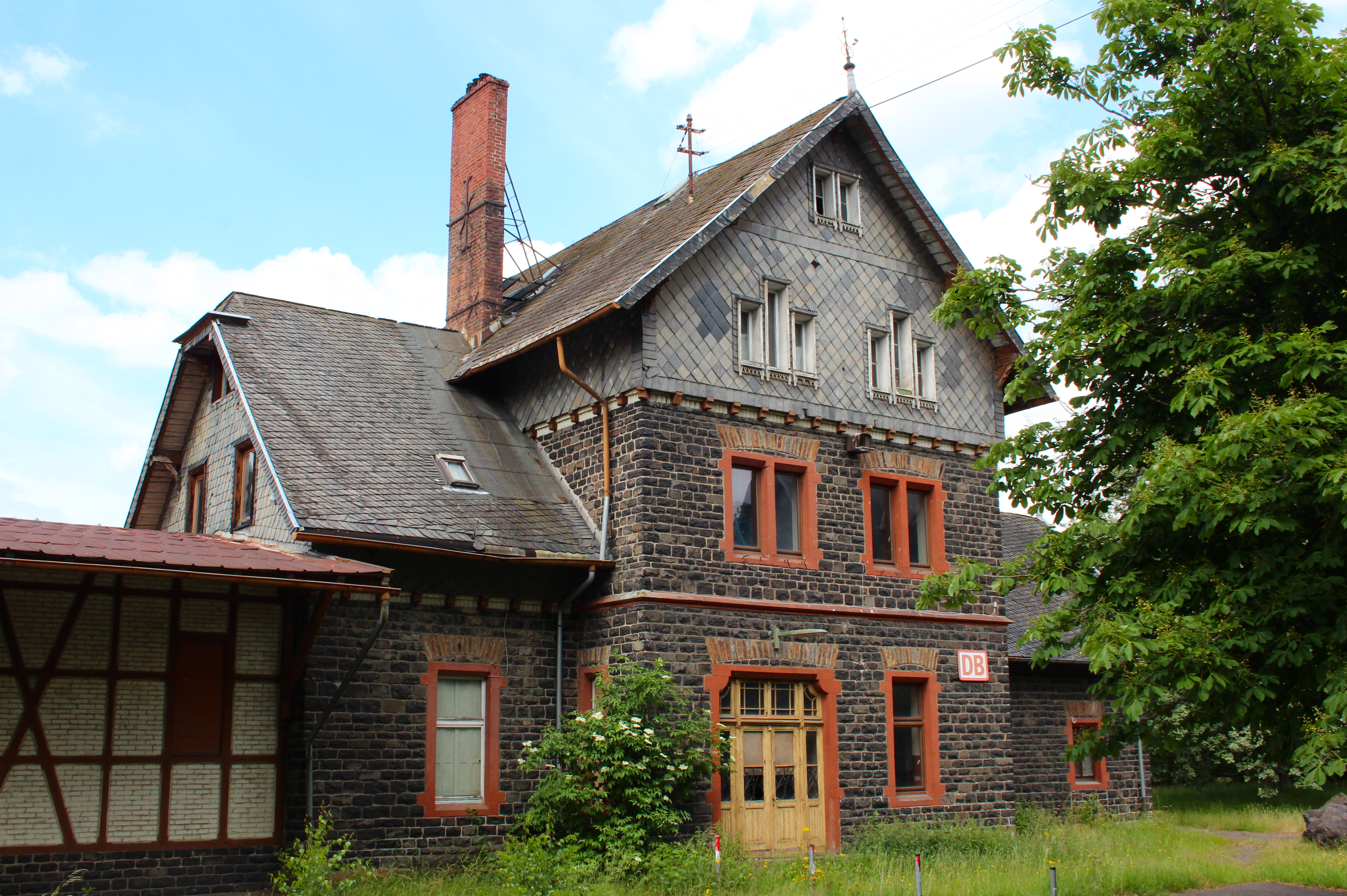
Der Bahnhof Unnau-Korb
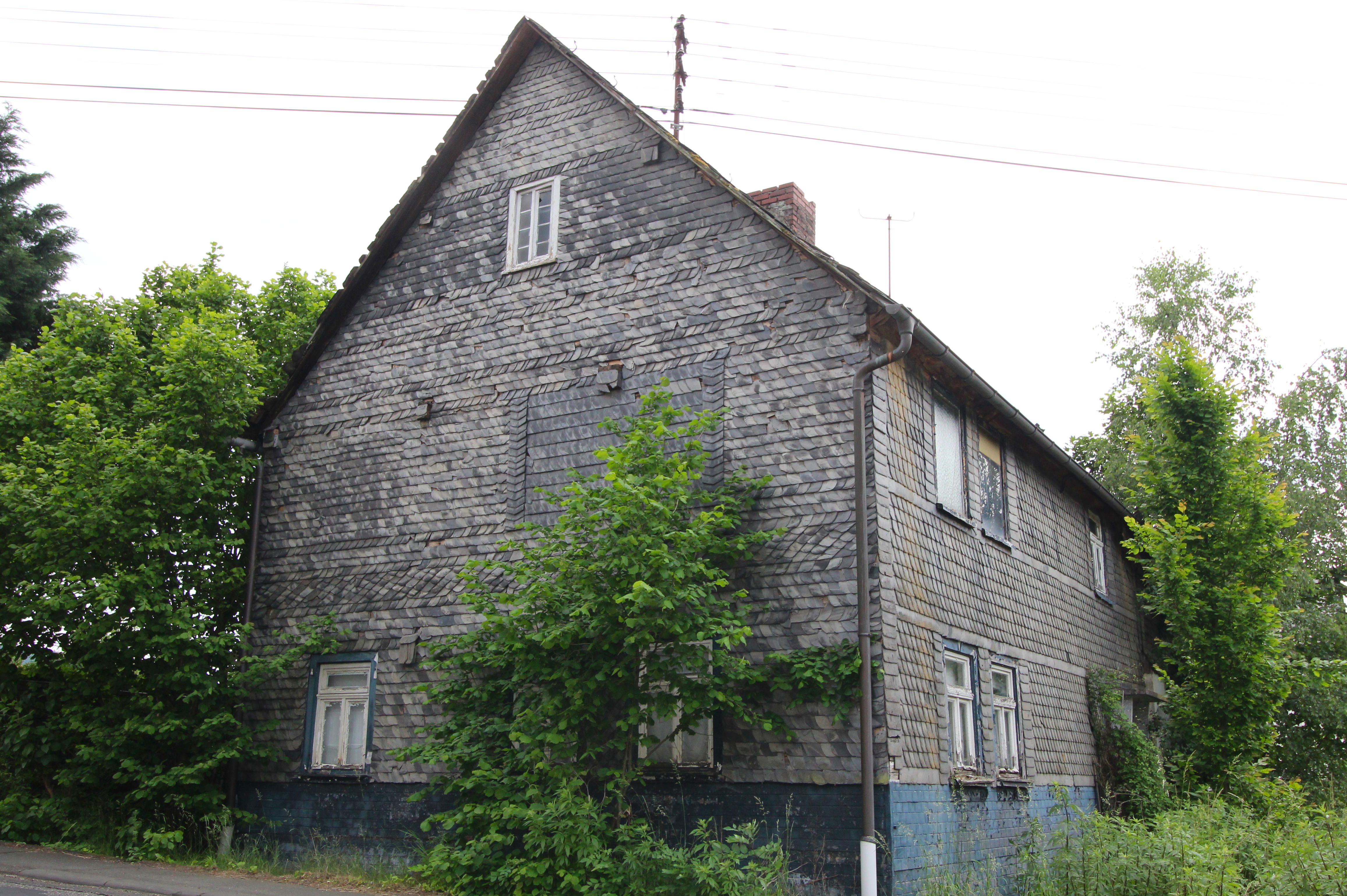
Hachenburger Straße 13
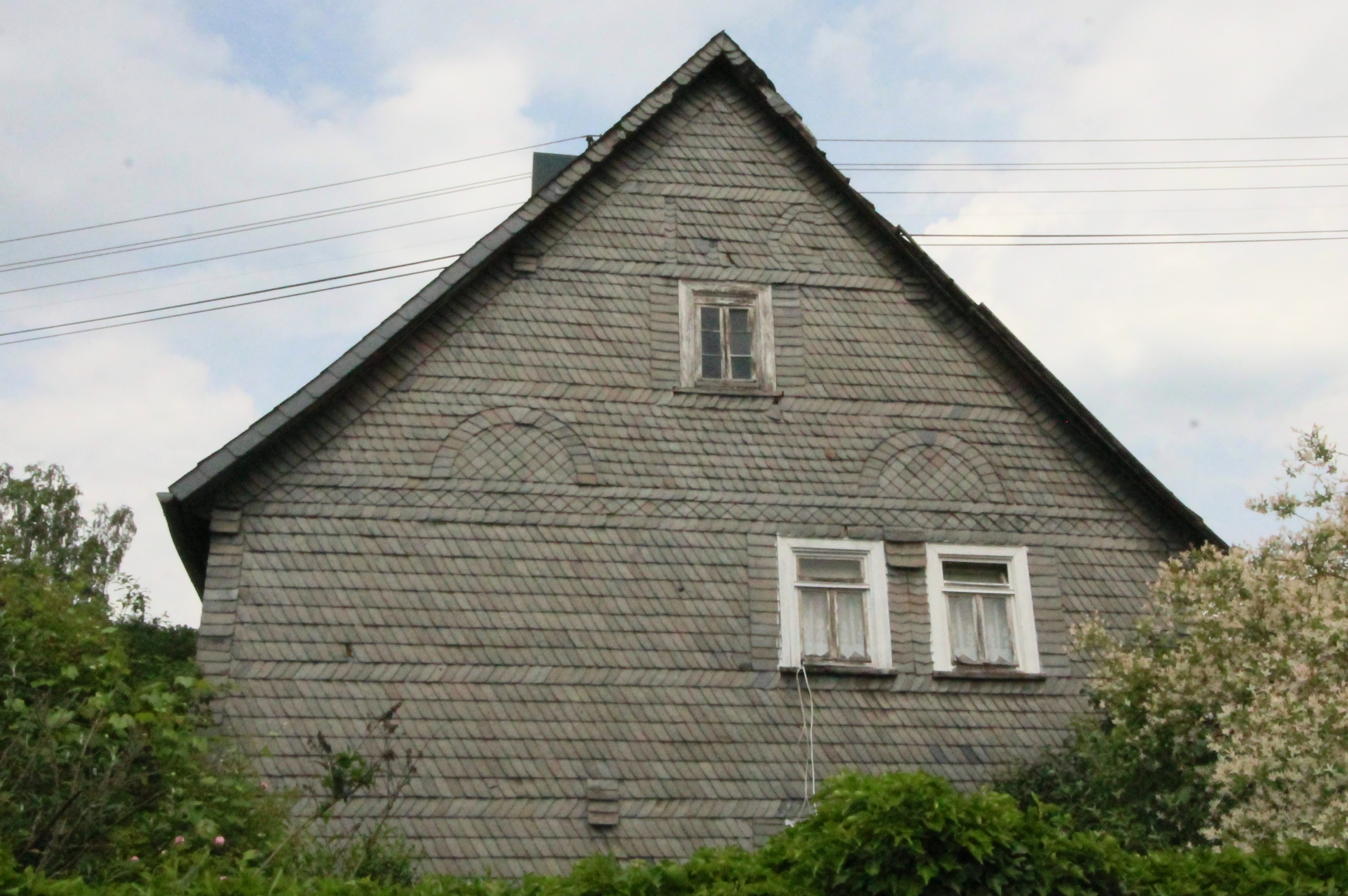
Wiesenweg 2
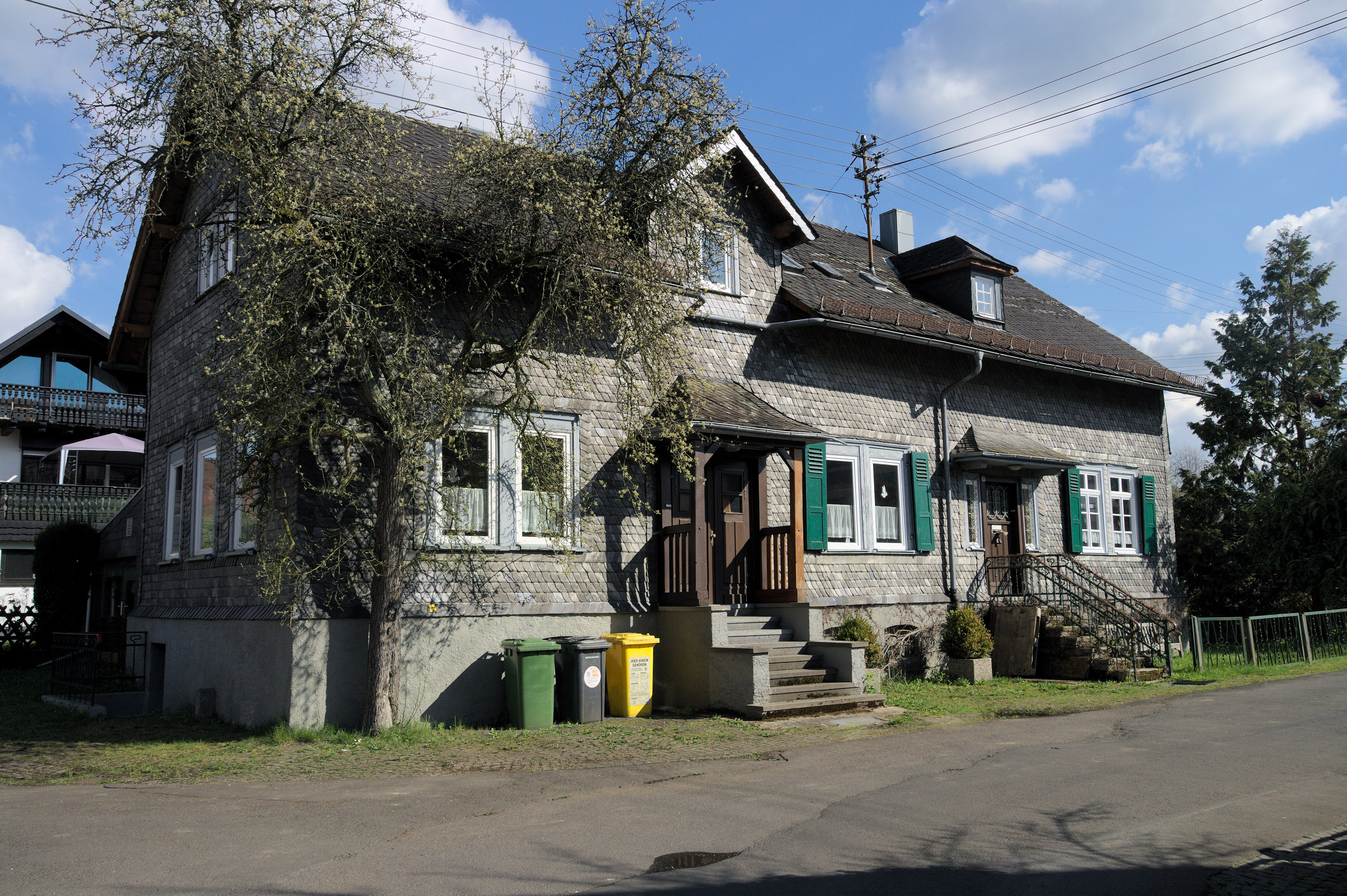
Wiesenweg 3

## Verkehr

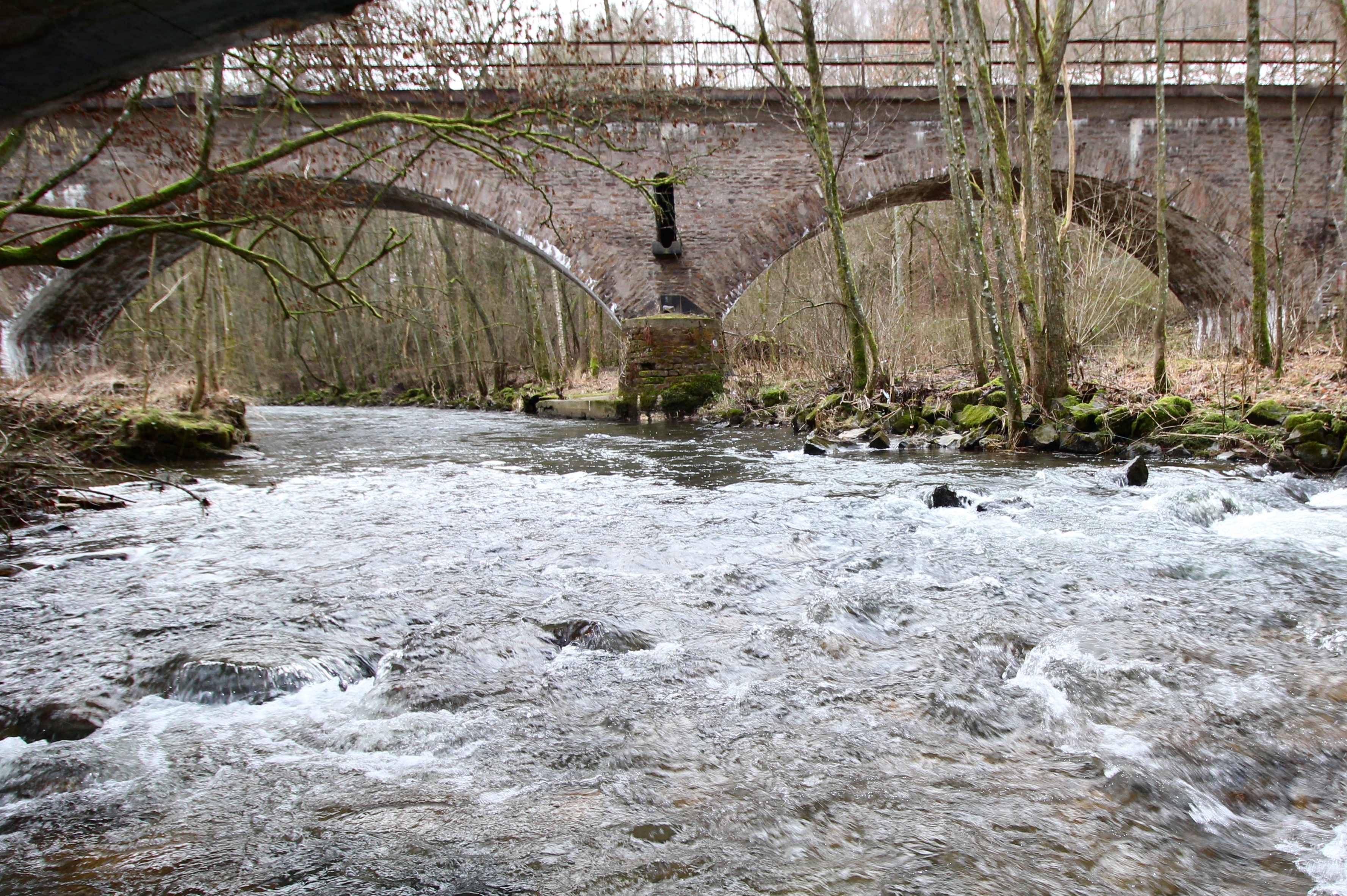
Viadukt der Westerwald-Sieg-Bahn (RB90) in Korb über der Nister

- Haltepunkt Unnau-Korb an der Bahnstrecke Limburg–Altenkirchen, bedient durch die Regionalbahnlinie RB 90 (Westerwald-Sieg-Bahn: Limburg – Hachenburg – Altenkirchen – Au (Sieg) – Betzdorf – Siegen Hbf).
- Der Ort liegt an der Landesstraße L 281, die von Langenhahn nach Hachenburg führt, und an der Landesstraße L 293, die von Bad Marienberg zur B 414 führt.
- Korb liegt am Nister-Radweg.